# Scherzingen
Scherzingen ist ehemalige Orts- und Munizipalgemeinde und eine Ortschaft der Gemeinde Münsterlingen im Bezirk Kreuzlingen des Kantons Thurgau in der Schweiz.
Von 1803 bis 1993 gehörten die Ortsgemeinden Scherzingen, Bottighofen und Landschlacht zur Munizipalgemeinde Scherzingen. Am 1. Januar 1994 vereinigten sich die Ortsgemeinden Landschlacht und Scherzingen zur politischen Gemeinde Münsterlingen; Bottighofen wurde zur eigenen politischen Gemeinde.

## Geographie

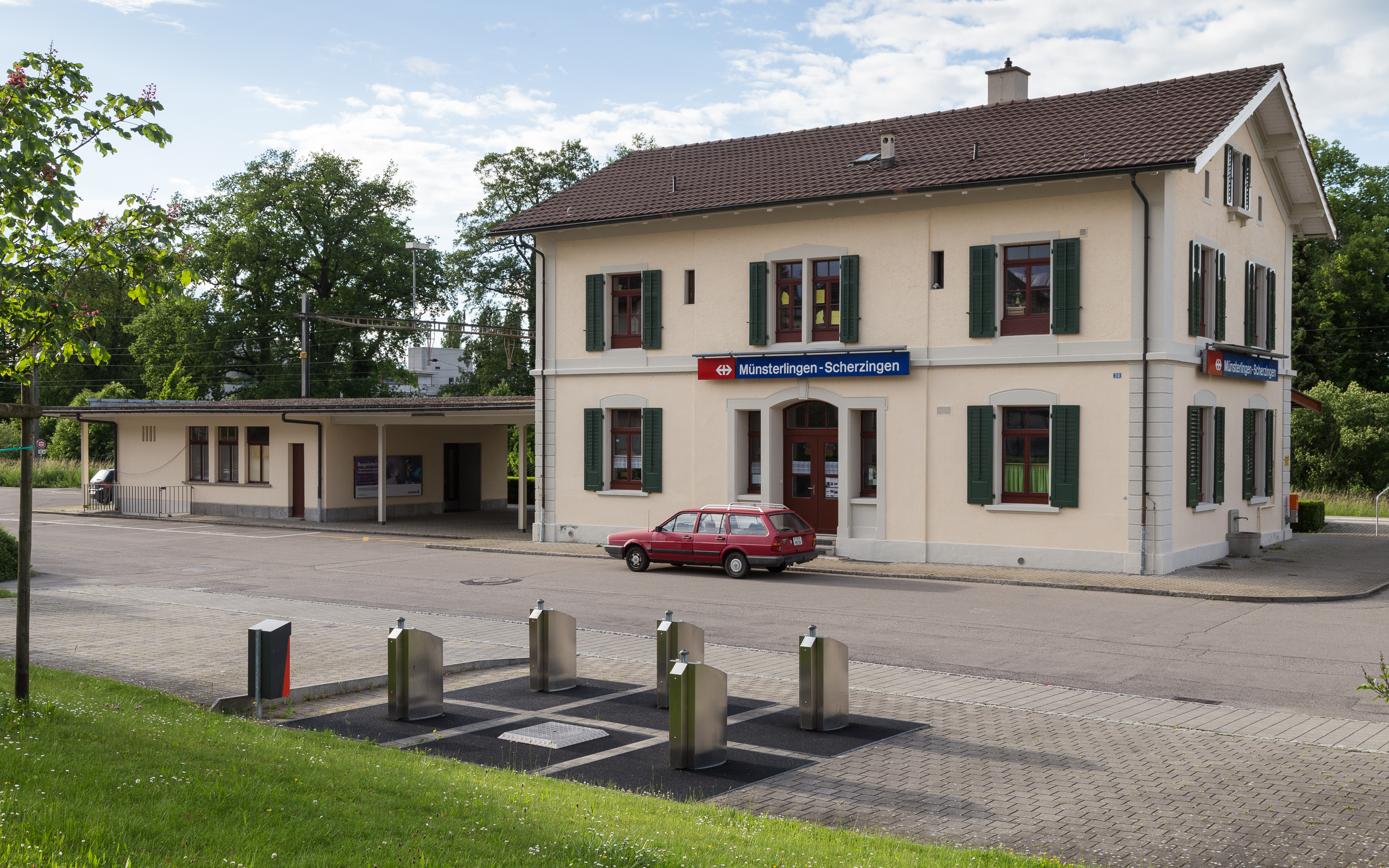
Bahnhof Münsterlingen-Scherzingen

Scherzingen liegt am Bodensee 6 Kilometer südöstlich von Kreuzlingen an der Hauptstrasse Schaffhausen–Rorschach. Scherzingen hat mit Münsterlingen-Scherzingen einen Bahnhof an der Bahnlinie Kreuzlingen–Romanshorn.

## Geschichte

Scherzingen im Jahr 1956

Bereits aus der Jungsteinzeit oder Bronzezeit sind Pfahlbauten nachgewiesen. 1150 wurde die Siedlung erstmals als Scherzingen urkundlich erwähnt. Scherzingen lag im Mittelalter in der Bischofshöri Konstanz und unterstand später bis 1798 der Vogtei Eggen.

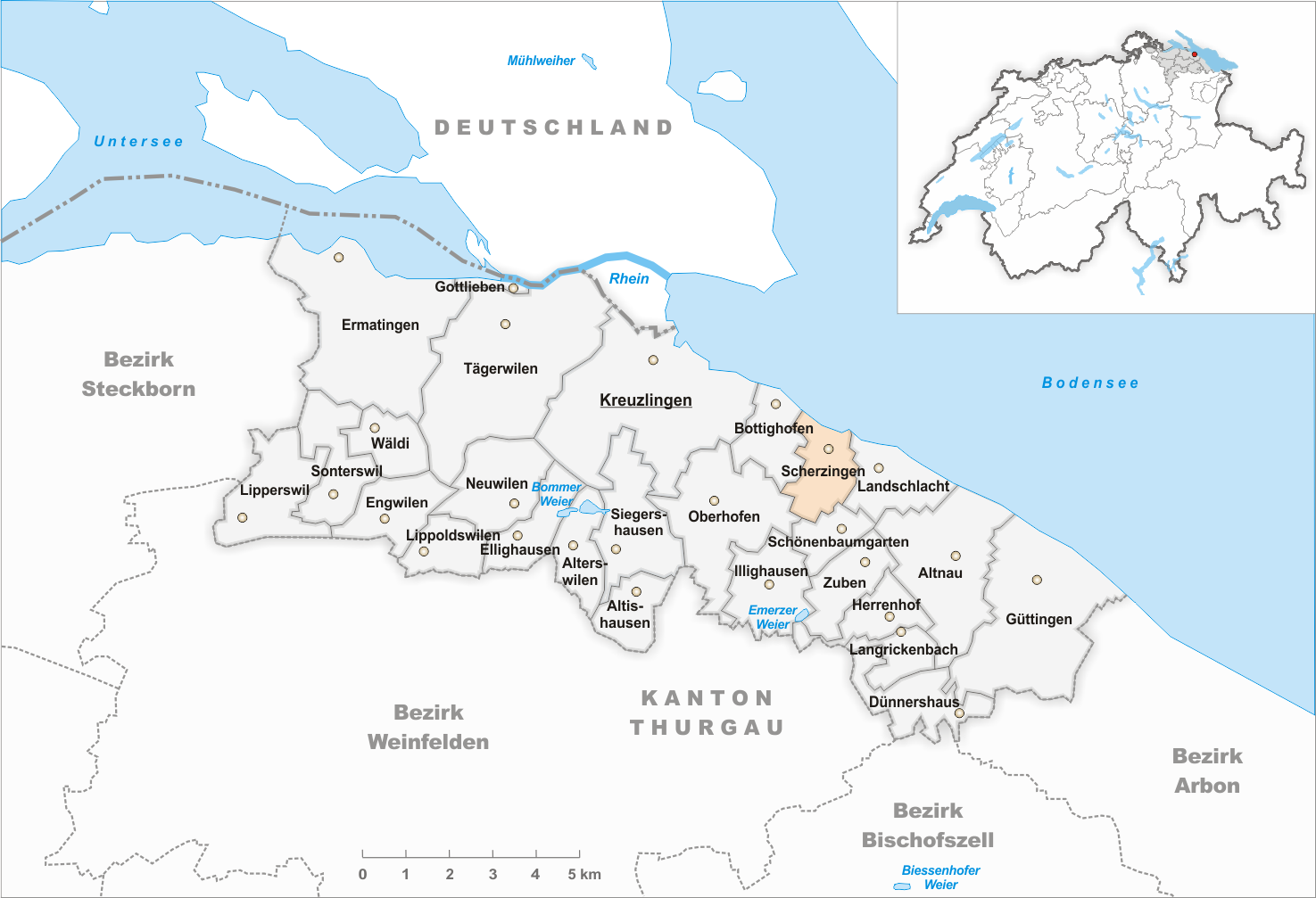
Gemeindestand vor der Fusion im Jahr 1994

Das Kloster Münsterlingen erwarb die Zehnten 1280 vom Domkapitel Konstanz und 1289 von den Ministerialen von Kastell. Die Pfarrei Münsterlingen, die Scherzingen, Bottighofen, bis 1709 Kurzrickenbach und ab 1712 Oberhofen umfasste, war lange mit dem Kloster eng verbunden und trat früh zur Reformation über. 1617/18 errichtete das Kloster als Patronatsherr eine reformierte Kirche in Scherzingen.

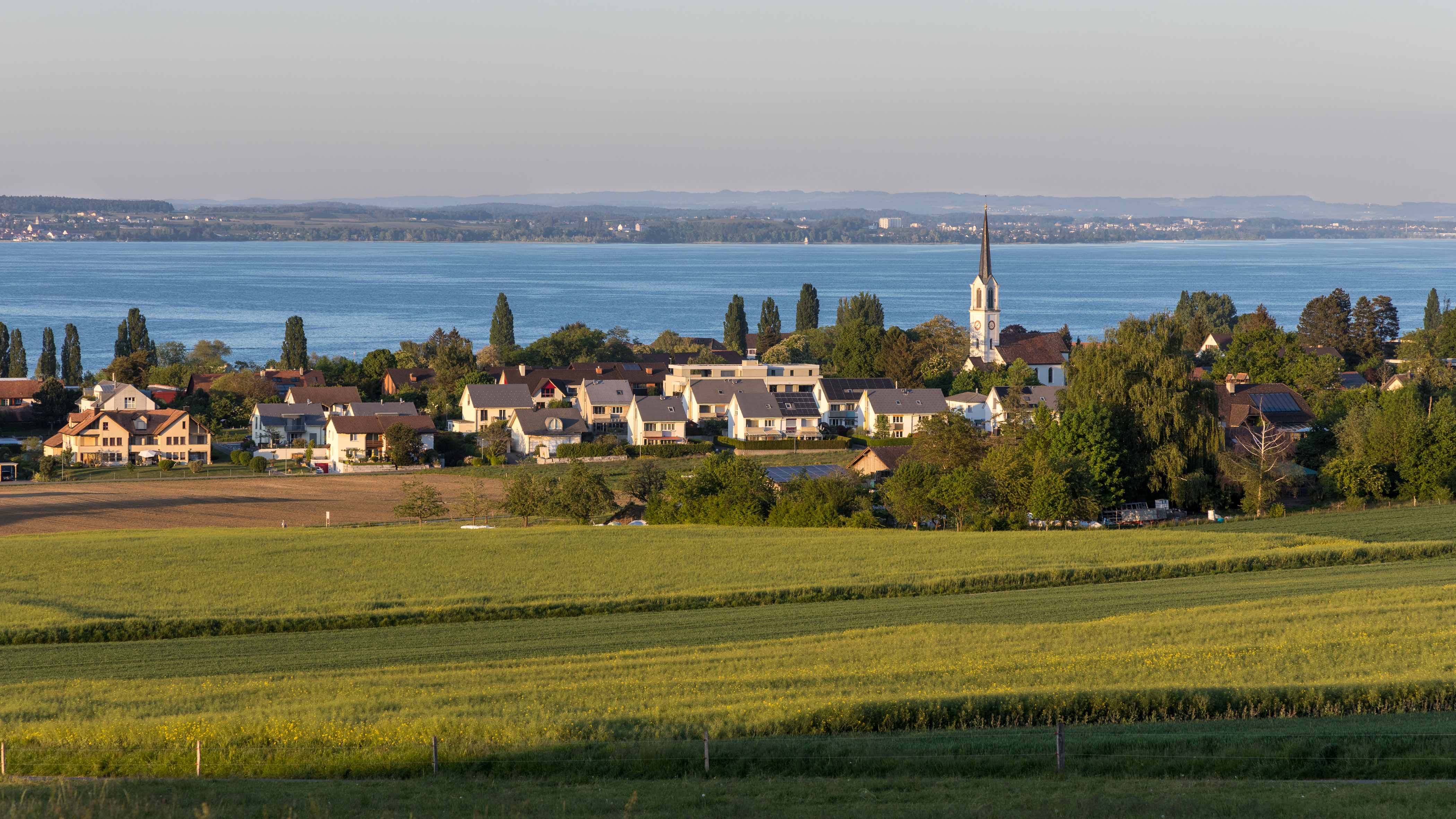
Blick auf Scherzingen und den Bodensee

Von 1911 bis 1993 bestand in Scherzingen eine Obstverwertungsgenossenschaft. Die 1886 gegründete Weinkellerei Rutishauser, die 2021 mit der Fenaco-Tochter DiVino zur Rutishauser-DiVino AG fusionierte, erzielte 2010 knapp 40 Millionen Franken Umsatz und füllte etwa drei Millionen Flaschen Wein ab. 
Nachdem Scherzingen noch bis weit ins 20. Jahrhundert Acker-, Wein-, Obst- und Grasbau betrieb, hat es inzwischen den ländlichen Charakter weitgehend verloren.

## Bevölkerung
|                   | 1831  | 1850  | 1900  | 1950  | 1990  | 2000  | 2010  | 2018  | 2023  |
| ----------------- | ----- | ----- | ----- | ----- | ----- | ----- | ----- | ----- | ----- |
| Munizipalgemeinde |       | 1260  | 1666  | 2385  | 3652  |       |       |       |       |
| Ortsgemeinde      | 229   | 285   | 705   | 1228  | 1470  |       |       |       |       |
| Ortschaft         |       |       |       |       |       | 1479  | 1367  | 1885  | 1910  |
| Quelle            | [ 5 ] | [ 5 ] | [ 5 ] | [ 5 ] | [ 5 ] | [ 7 ] | [ 8 ] | [ 3 ] | [ 9 ] |

Von den insgesamt 1910 Einwohnern der Ortschaft Scherzingen am 31. Dezember 2023 waren 789 bzw. 41,3 % ausländische Staatsbürger. 478 (25,0 %) waren evangelisch-reformiert und 486 (25,4 %) römisch-katholisch.

## Sehenswürdigkeiten
Die Evangelische Kirche Scherzingen, erbaut 1617/18, ist das älteste evangelisch-reformierte Gotteshaus im Kanton Thurgau und steht unter kantonalem Denkmalschutz.

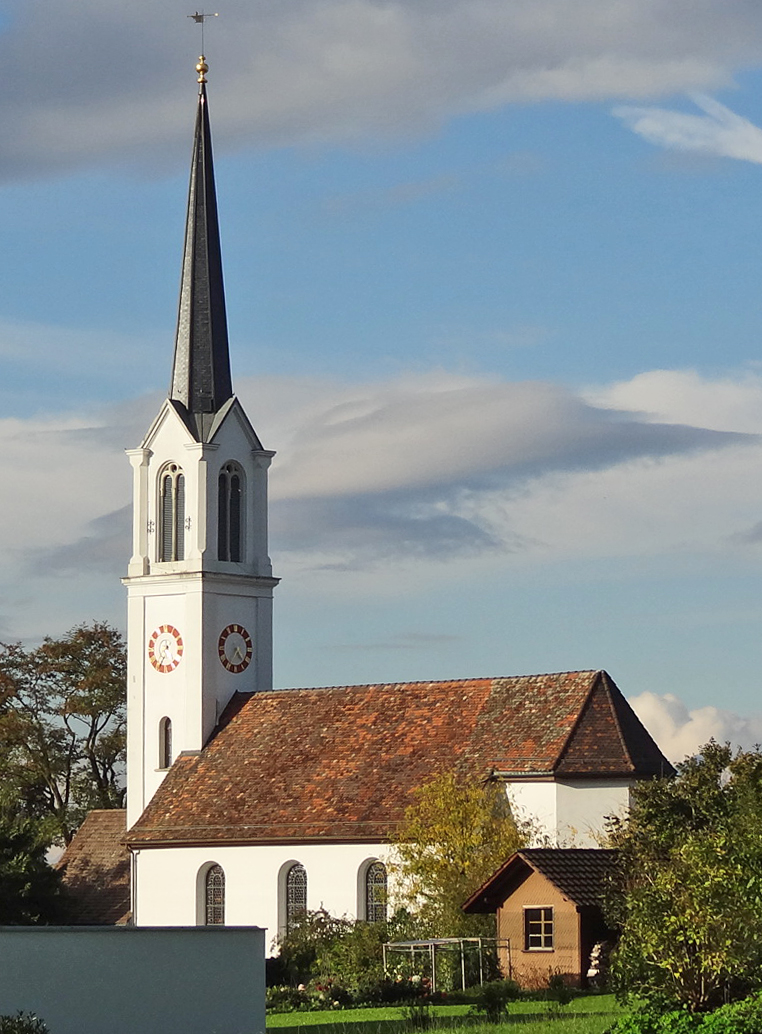
Reformierte Kirche
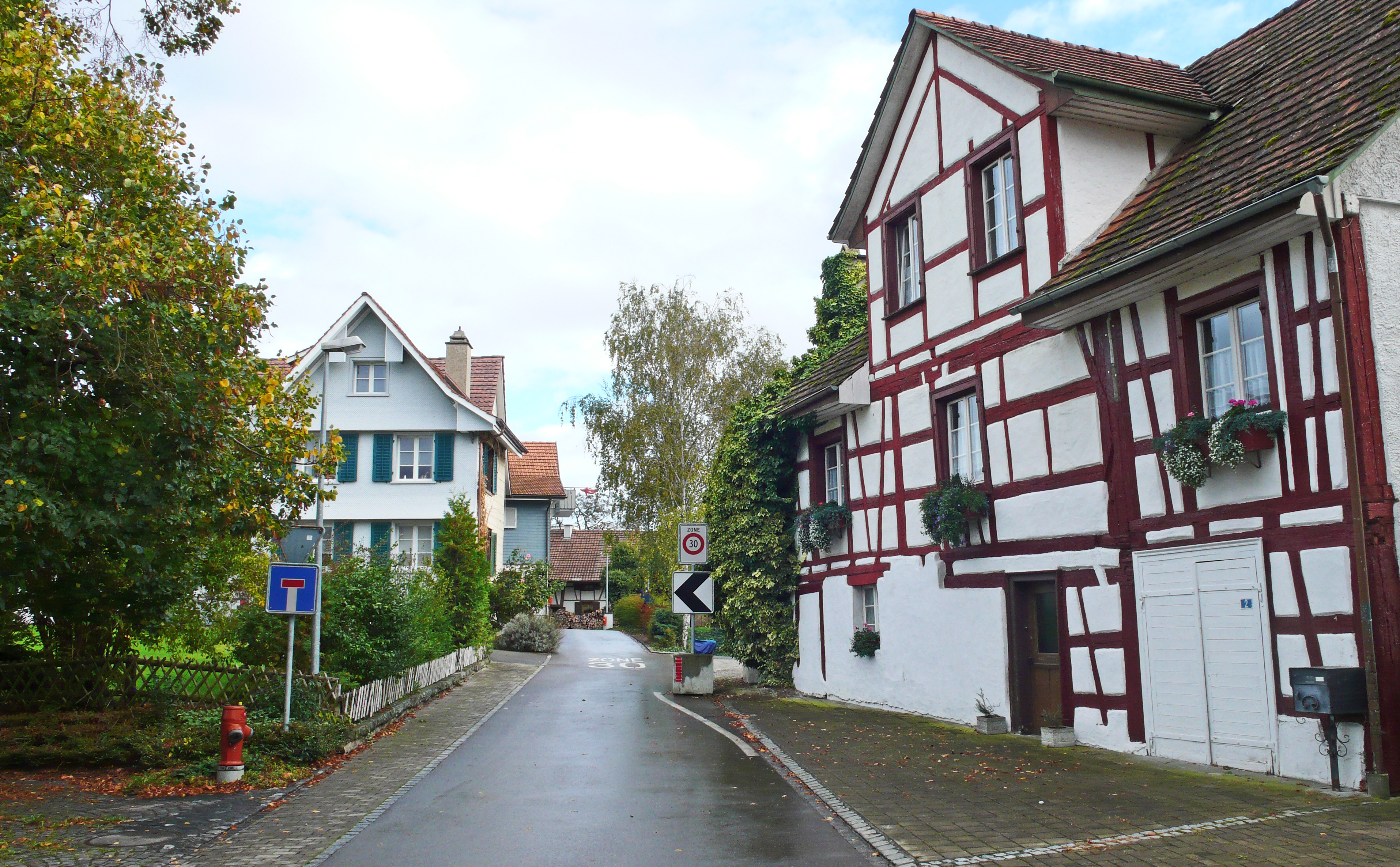
Ortskern
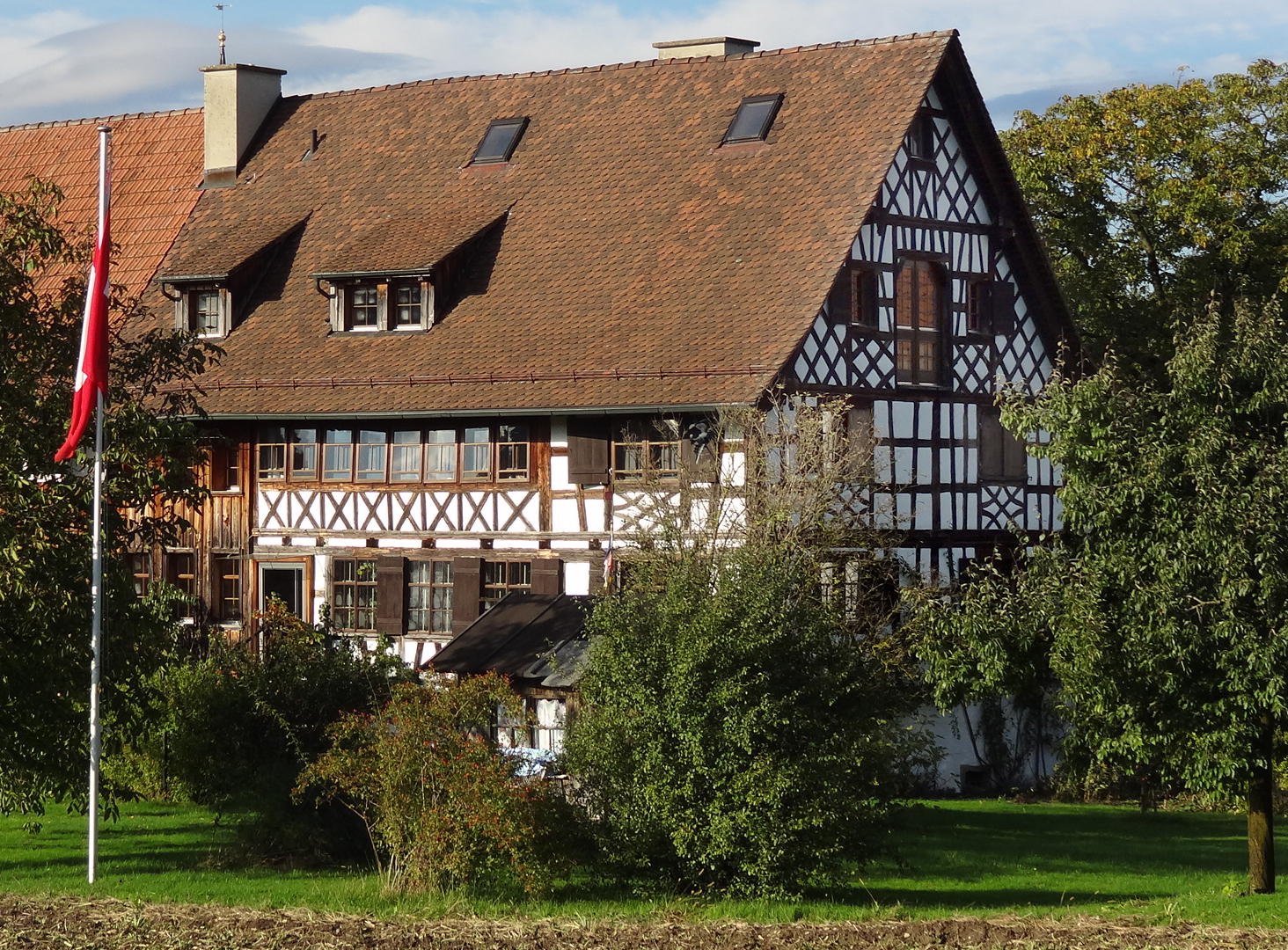
Geschütztes Bauernhaus in der Buregass 6
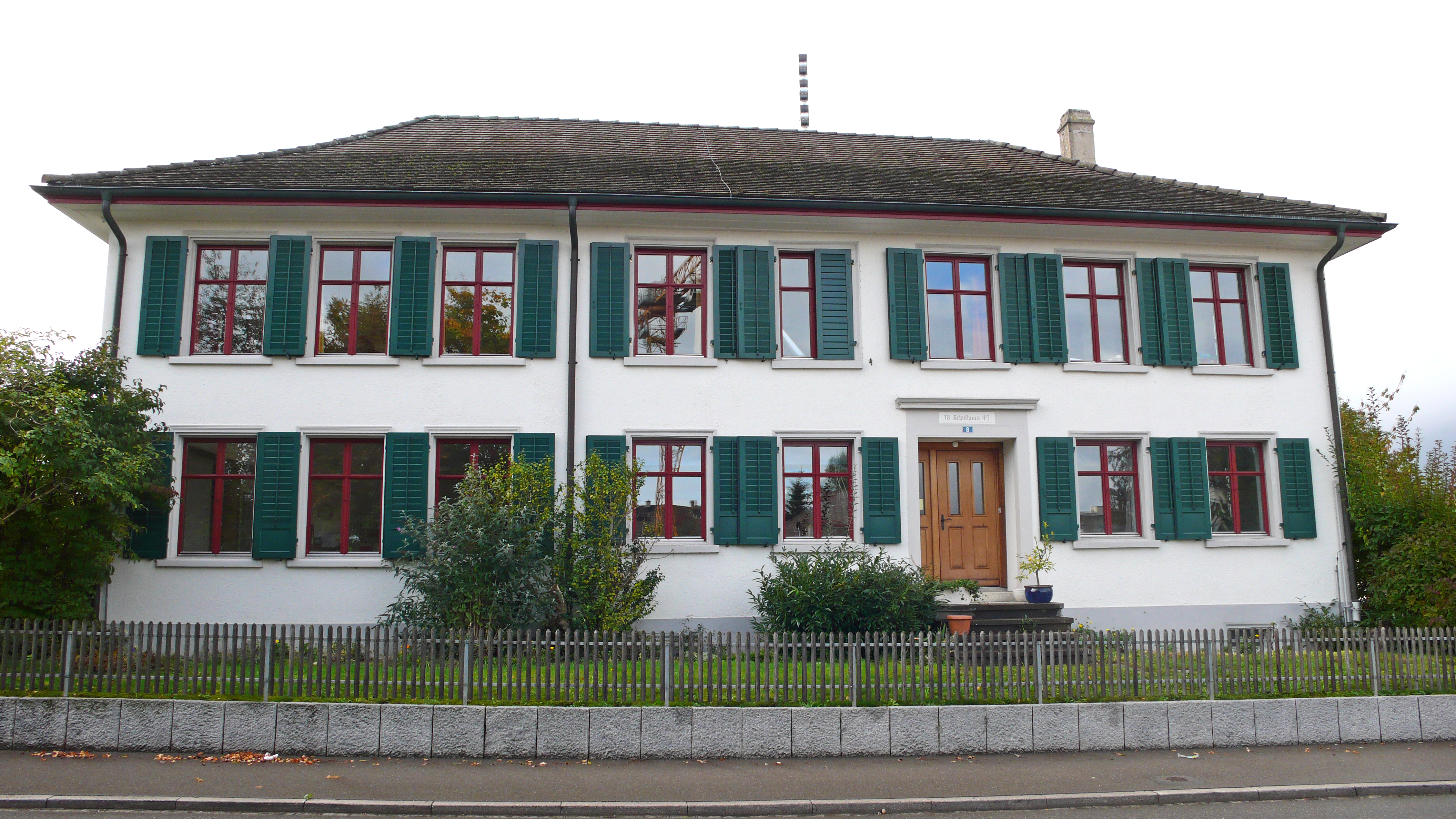
Schulhaus

## Persönlichkeiten
→ siehe Abschnitt Persönlichkeiten im Artikel Münsterlingen